# A Kick in the Teeth for Civic Pride
A Kick in the Teeth for Civic Pride was de (werk)titel van een nooit verschenen studioalbum van de Britse muziekgroep Parallel or 90 Degrees (Po90). Andy Tillison en Sam Baine wilden de band wel voortzetten, maar hun werkzaamheden moesten geheel in de schaduw plaatsvinden van hun andere band; het onverwachte succes The Tangent. De band Po90 kwam niet meer van de grond. In 2009 volgde een onverwachte reünie om een nieuw album, werktitel Jitters op te nemen.

## Musici
- Andy Tillison – zang, gitaar, toetsen en slagwerk
- Sam Baine – toetsen
- Alex King – slagwerk
- Dan Watts - gitaar

## Opgenomen tracks
- Four Egos One War (19:57)
- Fadge Part One (3:31)
- A Kick in the Teeth (6:34)